# Malko Tarnovo
Malko Tarnovo (Bulgaars: Малко Търново) is een kleine stad in het oosten van Bulgarije, niet ver van de Turkse grens. Het stadje bevindt zich in de oblast Boergas en is gelegen in het grootste natuurpark van Bulgarije: het ‘Strandzja Nature Park’ (Bulgaars: Природен парк Странджа). 

## Etymologie
De letterlijke betekenis van deze plaats is "Kleine Tarnovo"; een tegenhanger van de grotere stad  Veliko Tarnovo in  oblast Veliko Tarnovo.

## Geografie
De gemeente Malko Tarnovo ligt in het meest zuidelijke deel van de oblast Boergas. Met een oppervlakte van 783,672 vierkante kilometer omvat Malko Tarnovo ruim  10% van de oblast. De gemeentelijke grenzen zijn als volgt:
- in het noordwesten - de gemeente Sredets;
- in het noorden - de gemeente Sozopol en de gemeente Primorsko;
- in het oosten - gemeente Tsarevo;
- in het zuiden en zuidwesten valt de gemeentegrens samen met de Bulgaars-Turkse grens.

Nabij het stadje, op de nationale weg I-9, ligt de Malko Tarnovo-Dereköy-grenspost met Turkije.

## Geschiedenis

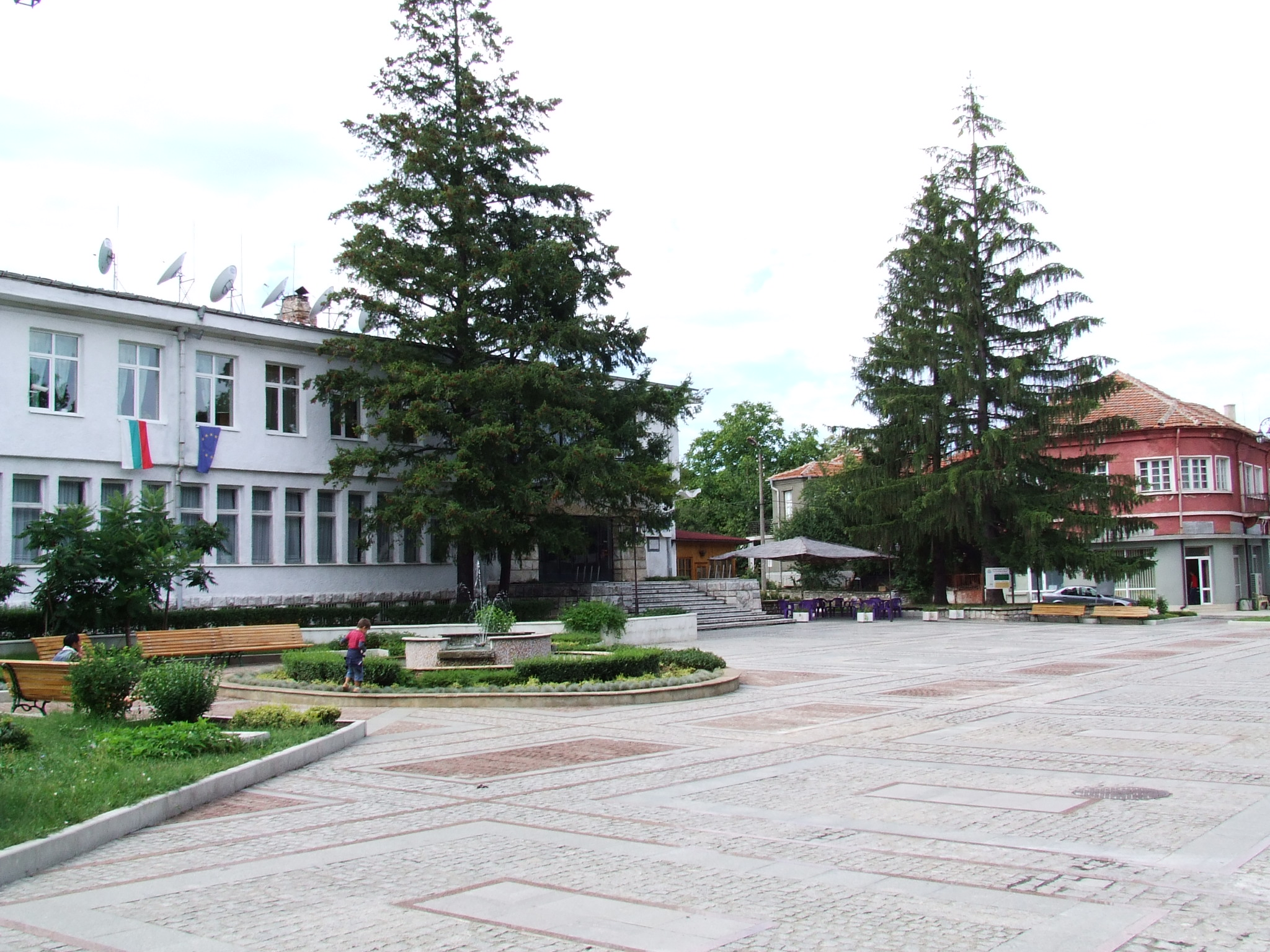
Het centrale plein

Op 25 oktober 1913 verenigde Oost-Roemelië, waar Malko Tarnovo zich destijds bevond, zich met het Vorstendom Bulgarije.

## Bevolking
In 2019 telde de stad Malko Tarnovo 1.965 inwoners, een daling vergeleken met het maximum van 4.804 personen en een minimum sinds de registratie van de bevolkingscijfers vanaf 1934. De bevolking van de stad bestond in 2011 grotendeels uit etnische Bulgaren (1.990 personen; 92%). De grootste minderheid vormden de 140 Roma (6%).
| Stad     | 3.644  | 3.311  | 3.744  | 4.804  | 4.233 | 4.099 | 3.831 | 2.946 | 2.447 | 1.965 |
| Gemeente | 10.399 | 10.859 | 11.485 | 10.742 | 7.782 | 7.036 | 6.373 | 4.551 | 3.793 | 3.097 |

De gemeente Malko Tarnovo telde 3.097 inwoners in 2019, een intensieve krimp vergeleken met het maximum van 11.485 personen in 1956. De bevolking van de gemeente bestond in 2011 grotendeels uit etnische Bulgaren (2.902 personen; 86%). De grootste minderheid vormden de 429 Roma (13%). Drie dorpen hadden een significante Romabevolking: Vizitsa (78%), Zvezdets (40%) en Gramatikovo (15%).

## Religie
Bij de volkstelling van 1 februari 2011 was het invullen van een geloofsovertuiging optioneel. Van de 3793 inwoners die werden geregistreerd bij de volkstelling van 2011 kozen 963 personen (25%) ervoor om hun religieuze overtuiging niet te specificeren. Een ruime meerderheid van de 2830 respondenten was christelijk (78%), met name lid van de Bulgaars-Orthodoxe Kerk (71%). Ongeveer 21% van de respondenten hing een andere geloofsovertuiging aan of had geen religie had.
|                              | Aantal | Percentage (%) | Percentage (%) |
| 3793                         | Totaal | Respondenten   |                |
| ---------------------------- | ------ | -------------- | -------------- |
| Bulgaars-Orthodoxe Kerk      | 1999   | 52,70          | 70,64          |
| Katholieke Kerk in Bulgarije | 89     | 2,35           | 3,14           |
| Protestantisme               | 118    | 3,11           | 4,17           |
| Islam in Bulgarije           | -      | -              | -              |
| Overig                       | -      | -              | -              |
| Onkerkelijk                  | 445    | 11,73          | 15,72          |
| Geen antwoord                | 171    | 4,51           | 6,04           |
| Onbekend                     | 963    | 25,39          | -              |

## Nederzettingen

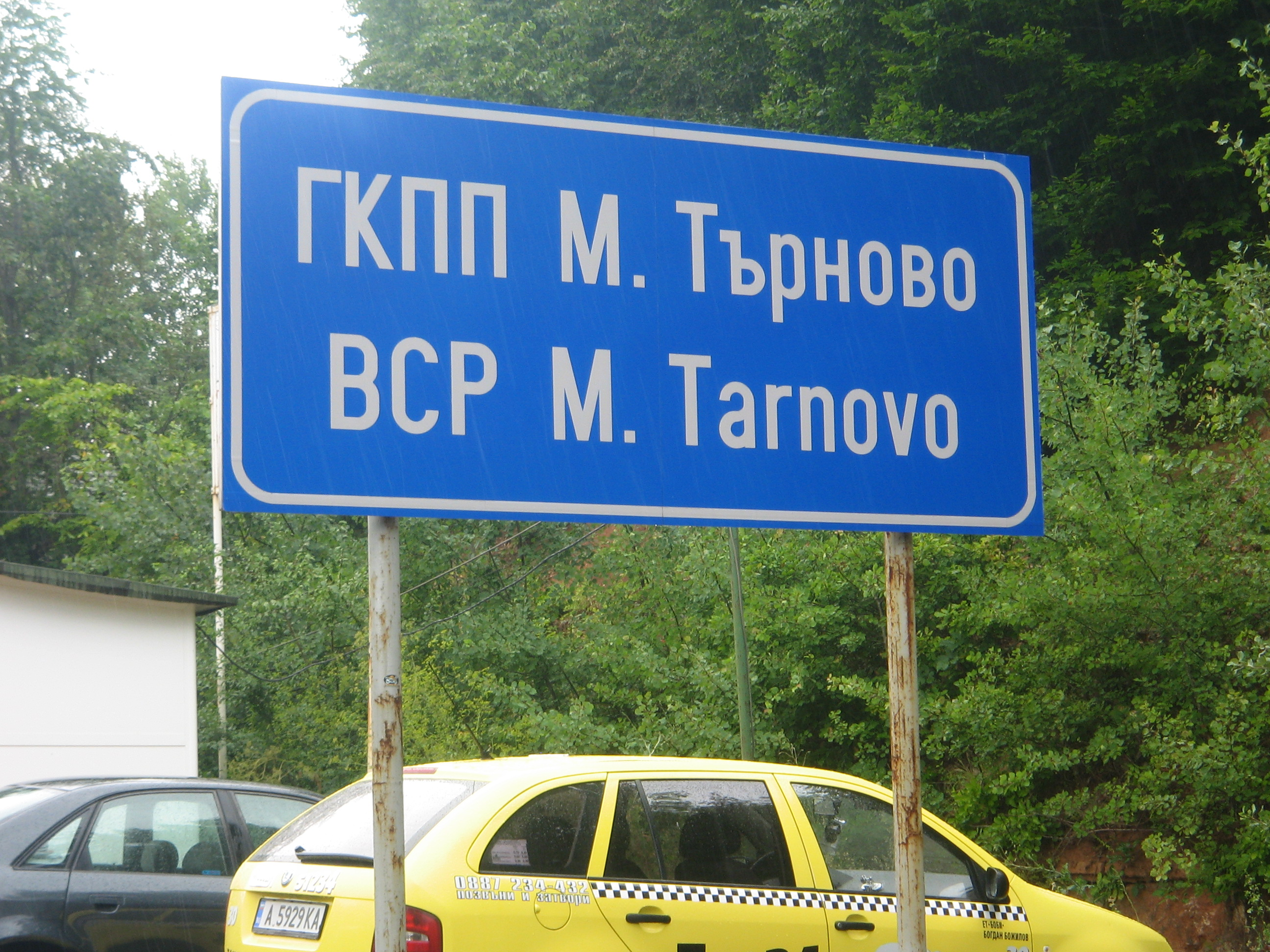
Plaatsnaambord

De gemeente Malko Tarnovo bestaat uit 13 nederzettingen: 
| - Bjala Voda - Bliznak - Brasjljan - Evrenozovo - Gramatikovo - Kalovo - Malko Tarnovo (hoofdplaats) | - Mladezjko - Slivarovo - Stoilovo - Vizitsa - Zabernovo - Zvezdets |

Bestuurlijk centrum: Boergas
 Aitos - Boergas - Kameno - Karnobat - Malko Tarnovo- Nesebar - Pomorie - Primorsko - Roeën - Sozopol - Sredets - Soengoerlare - Tsarevo
Bjala Voda · Bliznak · Brasjljan · Evrenozovo · Gramatikovo · Kalovo · Malko Tarnovo · Mladezjko · Slivarovo · Stoilovo · Vizitsa · Zabernovo · Zvezdets